# Sant Genèst de la Torreta
Saint-Genès-la-Tourette és un municipi francès situat al departament del Puèi Domat i a la regió d'Alvèrnia-Roine-Alps. L'any 2007 tenia 185 habitants.

## Demografia

### Població
El 2007 la població de fet de Saint-Genès-la-Tourette era de 185 persones. Hi havia 88 famílies de les quals 28 eren unipersonals (24 homes vivint sols i 4 dones vivint soles), 28 parelles sense fills, 20 parelles amb fills i 12 famílies monoparentals amb fills.
La població ha evolucionat segons el següent gràfic:
Habitants censats

### Habitatges
El 2007 hi havia 184 habitatges, 88 eren l'habitatge principal de la família, 83 eren segones residències i 13 estaven desocupats. 175 eren cases i 5 eren apartaments. Dels 88 habitatges principals, 77 estaven ocupats pels seus propietaris, 10 estaven llogats i ocupats pels llogaters i 1 estava cedit a títol gratuït; 1 tenia una cambra, 5 en tenien dues, 11 en tenien tres, 31 en tenien quatre i 40 en tenien cinc o més. 54 habitatges disposaven pel capbaix d'una plaça de pàrquing. A 41 habitatges hi havia un automòbil i a 33 n'hi havia dos o més.

### Piràmide de població
La piràmide de població per edats i sexe el 2009 era:
| Homes | Edats   | Dones |
| ----- | ------- | ----- |
| 0     | 95 o +  | 0     |
| 0     | 90 a 94 | 0     |
| 0     | 85 a 89 | 4     |
| 12    | 80 a 84 | 0     |
| 16    | 75 a 79 | 12    |
| 4     | 70 a 74 | 12    |
| 8     | 65 a 69 | 4     |
| 4     | 60 a 64 | 4     |
| 0     | 55 a 59 | 0     |
| 8     | 50 a 54 | 0     |
| 12    | 45 a 49 | 16    |
| 4     | 40 a 44 | 4     |
| 4     | 35 a 39 | 8     |
| 4     | 30 a 34 | 4     |
| 4     | 25 a 29 | 0     |
| 12    | 20 a 24 | 0     |
| 4     | 15 a 19 | 8     |
| 4     | 10 a 14 | 0     |
| 0     | 5 a 9   | 4     |
| 4     | 0 a 4   | 4     |

## Economia
El 2007 la població en edat de treballar era de 126 persones, 86 eren actives i 40 eren inactives. De les 86 persones actives 82 estaven ocupades (44 homes i 38 dones) i 4 estaven aturades (3 homes i 1 dona). De les 40 persones inactives 16 estaven jubilades, 9 estaven estudiant i 15 estaven classificades com a «altres inactius».

### Ingressos
El 2009 a Saint-Genès-la-Tourette hi havia 82 unitats fiscals que integraven 166 persones, la mediana anual d'ingressos fiscals per persona era de 13.724 €.

### Activitats econòmiques
Dels 3 establiments que hi havia el 2007, 1 era d'una empresa extractiva, 1 d'una empresa alimentària i 1 d'una empresa de serveis.
L'any 2000 a Saint-Genès-la-Tourette hi havia 24 explotacions agrícoles que ocupaven un total de 986 hectàrees.

## Poblacions més properes
El següent diagrama mostra les poblacions més properes.